# Ceca de Colonia Patricia

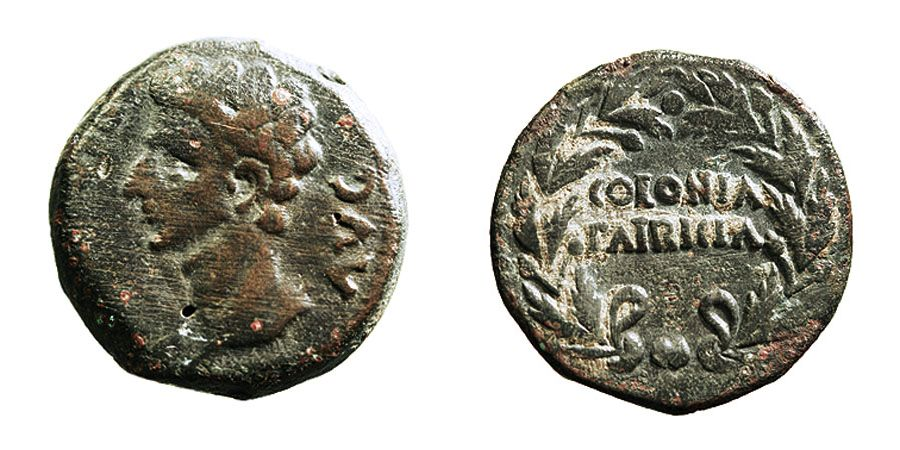
As acuñado en Colonia Patricia.

Colonia Patricia es la denominación que recibió la ciudad de Corduba (Córdoba, España) tras las reformas administrativas que se emprendieron en el periodo de Augusto, y a la que se le confirió el estatuto de colonia. La ciudad, tras recibir esta nueva denominación y tras convertirse en la capital de la Bética, comenzó una nueva tipología en sus acuñaciones que poco tienen que ver con las monedas emitidas en su periodo anterior, difiriendo en sus metrologías, en su número de valores, en su tipología, e incluso en sus leyendas. Es por este motivo, por el cual las monedas acuñadas en la ceca de colonia Patricia son consideradas un tipo aparte de todas aquellas monedas acuñadas en la antigua Corduba.

## Cronología
Existen controversias acerca del inicio de las acuñaciones en Patricia. Según autores como Knapp y Grant las acuñaciones comenzarían alrededor de los años 15-14 a. C., mientras que la cronología propuesta por Chaves (1977: 102, 119-121) sería en torno al 12 a. C., momento en el cual Octavio Augusto recibe la dignidad del pontificado máximo, haciendo acuñar monedas con símbolos sacerdotales con motivos conmemorativos al suceso.
Las emisiones monetales en Patricia continuaron hasta el reinado de Tiberio, quien decidió no renovar el permiso de acuñación para la ciudad.

## Tipologias
Únicamente se acuñó moneda de bronce, cuyos valores fueron el sestercio, dupondio, as, semis y cuadrante, los cuales muestran un único tipo de anverso, el de la efigie del emperador  mirando hacia la izquierda, cuyo diseño se presenta bastante idealizado por el grabador. En el Museo de la Moneda de Lisboa, sin embargo, se exhibe un aúreo de Augusto (c. 18).
Su única leyenda es la de “PERMISV CAESARIS AVGVSTI”  en la que consta la autorización imperial, Ripollès (2010: 110) la cual se presenta de manera externa y  en muchos casos abreviada según cuál sea el tamaño de la moneda.
Los reversos muestran variedad en sus tipos según el valor de la moneda.
- El sestercio (Ø 40/41 mm, ~ 37,50 g) presenta una corona laureada (laurea), símbolo de la victoria de Octavio Augusto, y en cuyo interior se encuentra la leyenda “Colonia Patricia”.
- El dupondio (Ø 32/33 mm, ~ 19,40 g) muestra insignias legionarias (águila mirando a la izquierda entre dos estandartes) y su leyenda interna es “Colonia Patricia”.
- El as (Ø 24/25 mm, ~ 10 g) presenta un reverso con corona laureada y en su interior la leyenda “Colonia Patricia”.
- El semis (Ø 20/21 mm, ~ 5,10 g) contiene un reverso con representaciones de instrumentos sacerdotales, apex y simpulum.

Leyenda interna “Colonia Patricia”.
- El cuadrante (Ø 16 mm, ~ 2,68 g) representa instrumentos sacerdotales en el reverso tales como la pátera, aspergillum, jarra y lituus.

Leyenda interna abreviada “Colo Patr”

## Sistema metrológico
El sistema metrológico de Colonia Patricia  no siguió el sistema semiuncial establecido en la lex Papiria, pero tampoco se adapta exactamente a la reforma Augustea. 
Se toma como patrón teórico de peso el as de 10 gramos, adaptándose según este peso el resto de valores. La excepción radica en que los dupondios y sestercios que en teoría debían de fabricarse en oricalco, se fabrican también en bronce, dando como resultado unas monedas con un peso mucho mayor a las que seguían el sistema augusteo.